# Musée Baud
Pour les articles homonymes, voir Baud.
Le musée Baud était un musée situé à L'Auberson, en Suisse et consacré aux automates d'art. Il a fermé ses portes le 31 décembre 2023 et ses collections font maintenant partie du MuMAPS.

## Collection
Dans une salle, on découvre des boîtes à musique, automates d'art, horloges, oiseaux chanteurs, tableaux animés, gramophones, ainsi que de petits objets et de nombreux accessoires, souvenirs de l'époque.
Dans l'autre salle, on peut admirer et écouter de grands instruments de musique mécaniques, pièces uniques d'une valeur inestimable. Parmi les plus prestigieux, un énorme orgue de foire de 1900, un orchestre composé de dix instruments différents, le fameux "Maesto", le splendide "Phonolistz Violiona", jouant piano et violon solo et bien d'autres découvertes plus fascinantes les unes que les autres.

## Histoire
Les frères Baud Frédy (1915), Robert (1917) et Auguste (1924) vivent dans un milieu mi-campagnard mi-artisanal. Ils s'associent en 1946 et continuent d'exploiter le petit domaine et à restaurer les pièces à musique anciennes, ceci jusqu'en 1956.
Le 2 octobre 1955, ils réalisent leur rêve d'ouverture du musée.
Reprise du musée par les actuels propriétaires en 1995.
En 2018 la Fondation du CIMA cherche des fonds pour racheter la collection Baud afin que celle-ci reste dans la région.

## Association
Le musée est soutenu par l'« Association des amis du musée Baud ».